# Commission gouvernementale des noms géographiques

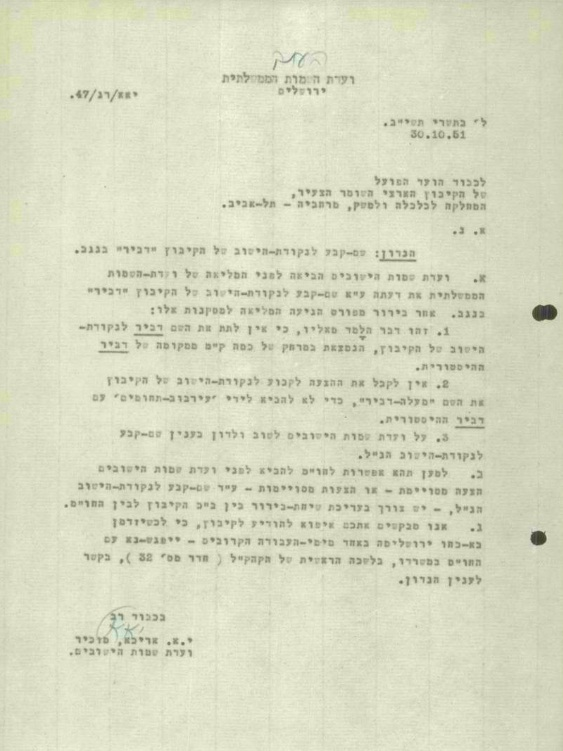
Lettre de la Commission gouvernementale des noms géographiques au secrétariat du mouvement Kibbutz Artzi concernant la dénomination du kibboutz Dvir (30 octobre 1951).

La Commission gouvernementale des noms géographiques (en hébreu : ועדת השמות הממשלתית ; aussi appelée Commission gouvernementale des noms ou encore commission pour la toponymie des villages), directement rattachée au cabinet du Premier ministre d'Israël, est l'unique autorité officielle du pays en matière de noms géographiques. Elle a été créée en 1951 pour remplacer les toponymes arabes par des noms hébreux et donner des toponymes hébreux aux lieux nouvellement créés. 
Dans le processus de dénomination, le comité s'appuie sur les noms bibliques, la traduction de noms arabes et l'hébraïsation de noms arabes. Dans leur politique d’hébraïsation menée depuis la guerre de 1948, les autorités israéliennes ont fait disparaître ou remplacé des centaines de toponymes arabes.